# Urera sansibarica
Urera sansibarica är en nässelväxtart som beskrevs av Adolf Engler. Urera sansibarica ingår i släktet Urera och familjen nässelväxter. Inga underarter finns listade i Catalogue of Life.